# Terzorio
Terzorio (ligur nyelven O Tresseu]) egy olasz község Liguria régióban, Imperia megyében.

## Földrajza
A község területét tekintve a második legkisebb Liguriában San Lorenzo al Mare után. Az Argentína-völgyben (Valle Argentina) fekszik, Imperiától kb.18 km-re. 

## Története
A település neve először 12. századi oklevelekben bukkan fel. A 13. században Tresoli és Trezoli néven volt ismert. A név valószínűleg a latin terzius-ból származik, aminek jelentése harmad. A Santo Stefano di Villareggia bencés apátság árnyékában fejlődött ki. A középkortól Santo Stefano al Mare e Cipressával közös közigazgatási egységet alkotott. Előbb a clavesanai márkik birtoka volt, majd a Genovai Köztársaság része lett. A napóleoni háborúk során a franciák szerezték meg, majd 1815-ben, a bécsi kongresszus után a Szárd-Piemonti Királysághoz csatolták. 1947-ben lett önálló község.

## Gazdasága
A település elsősorban zöldség-és gyümölcstermesztésből, valamint virágkertészetből él.

## Látnivalók
- Terzorio-torony: a 16. században épült a község lakosainak adományaiből.
- Keresztelő Szent János templom: épült 1444-ben, a későbbiekben barokk stílusban építették újjá.
- Szent Sebestyén kápolna

## Fordítás
- Ez a szócikk részben vagy egészben  a   Terzorio című olasz Wikipédia-szócikk fordításán alapul.  Az eredeti cikk szerkesztőit annak laptörténete sorolja fel. Ez a jelzés csupán a megfogalmazás eredetét és a szerzői jogokat jelzi, nem szolgál a cikkben szereplő információk forrásmegjelöléseként.